# Fuerzas Armadas Iraquíes
Las Fuerzas Armadas Iraquíes son el cuerpo militar oficial de la República de Irak. Sus principales cuerpos son el Ejército de Tierra, la Armada, la Fuerza Aérea y las Fuerzas Especiales. El ente fue fundado en 1921, aunque sufrió una profunda remodelación en 2003, tras la caída del régimen de Sadam Huseín durante la guerra de Irak. Las fuerzas son administradas por el Ministerio de Defensa y tienen su cuartel general en la capital del país, Bagdad. Actualmente tienen un acuerdo de cooperación con el Ejército de los Estados Unidos, quienes les proveen de material, y les entrenan en tácticas militares. 
Las fuerzas iraquíes tienen un largo historial de conflictos, habiendo participado en 6 golpes de Estado. Su primer escenario armado fue la Guerra anglo-iraquí de 1941. Lucharon contra Israel en las guerras árabe-israelí de 1948, la de los Seis Días en 1967 y la del Yom Kipur en 1973. Tuvieron así mismo varias guerras contra los grupos kurdos del norte durante los años 70. Posteriormente vivieron una larga y sangrienta guerra contra su vecino Irán, que duró entre 1980-1988, durante la cual fueron acusados de provocar un genocidio kurdo. 
En 1990 perpetraron la Invasión de Kuwait, que dio lugar meses más tarde a la guerra del Golfo. Durante los 90 afrontaron conflictos debido a las zonas de exclusión aérea, y vivieron la intensa guerra de Irak en la que el régimen de Husein fue derrocado. Tras el cambio de régimen, colaboraron con la coalición internacional en la lucha contra la insurgencia yihadista, y actualmente están en guerra contra el Estado Islámico.

## Estructura
Oficialmente, las fuerzas armadas iraquíes se componen del ejército de tierra, la fuerza aérea, la marina y las fuerzas de operaciones especiales. 
Las fuerzas son administradas por el ministerio de defensa. Desde la invasión por parte de Estados Unidos a Irak, el país norteamericano colaboró con su reconstrucción, con asistencia de las fuerzas armadas estadounidenses.